# Bulbophyllum maquilingense
Bulbophyllum maquilingense är en orkidéart som beskrevs av Oakes Ames och Eduardo Quisumbing y Argüelles. Bulbophyllum maquilingense ingår i släktet Bulbophyllum och familjen orkidéer. Inga underarter finns listade i Catalogue of Life.